# Acalypha vincentina
Acalypha vincentina é uma espécie de flor do gênero Acalypha, pertencente à família Euphorbiaceae.